# Chernogolovka
Chernogolovka (em russo: Черноголовка) é uma cidade da Rússia situada no óblast de Moscou. Localiza-se à 43 km ao nordeste da cidade de Moscou, e tem uma população de cerca de 20,983 habitantes (2010). 

## Ligações Externas
- Website de Chernogolovka
- Centro de Ciências de Chernogolovka
- Informações Gerais